# Askut
Askut fu un antico insediamento egizio chiamato "Djer-Setiu", situato all'altezza della seconda cateratta del Nilo e costruito dal sovrano Sesostri III della XII dinastia.
Insieme a Buhen, Mergissa, Shafalk, Uronarti, Dabenarti, Semna e Kumna fece parte del sistema di sette fortezze erette sotto Sesostri I, Sesostri II e Sesostri III durante Medio Regno lungo il Nilo allo scopo di consolidare il controllo egizio sulla Nubia